# Almásy József
Almásy József (Vác, 1898. szeptember 23. – Budapest, 1944. augusztus 29.) római katolikus pap.

## Életútja
Almásy János és Széter Ilona fia. Testvére Almásy Pál (1902–1985) honvéd tábornok, gépészmérnök. A bécsi Pázmáneumban tanult teológiát 1917 és 1921 között, ott is szentelték pappá 1921. január 30-án. 1924-ben kapta meg teológiai doktori oklevelét. 1921-től hitoktató volt, majd 1923-tól középiskolai vallástanárként működött Budapesten. Káplán volt Budapest-Városmajorban, 1926-tól 1936-ig a budai Szent Imre Kollégium prefektusa, ezt követően a Krisztinavárosban káplán. 1937-től Esztergom-vízivárosi plébános 1943-ig, 1939-től szintén 1943-ig a a Központi Papnevelő Intézet rektorhelyettese. 1939 és 1942 között a Magyar Szent Kereszt Egyesület elnöke volt. Egyházi, pedagógiai és szociológiai cikkeket írt. Súlyos májbetegség alakult ki nála, amiért 1943 őszén nyugdíjba vonult.
Hitéleti írásait közölte a Magyar Sion, a Magyar Nemzet (1939–1944) és a Magyar Szemle (1944).

## Művei
- Katolikus írók új magyar kalauza. Szerk. (Bp., 1940)
- A tízparancsolat a közéletben (Bp., 1942)